# 幽霊子育飴

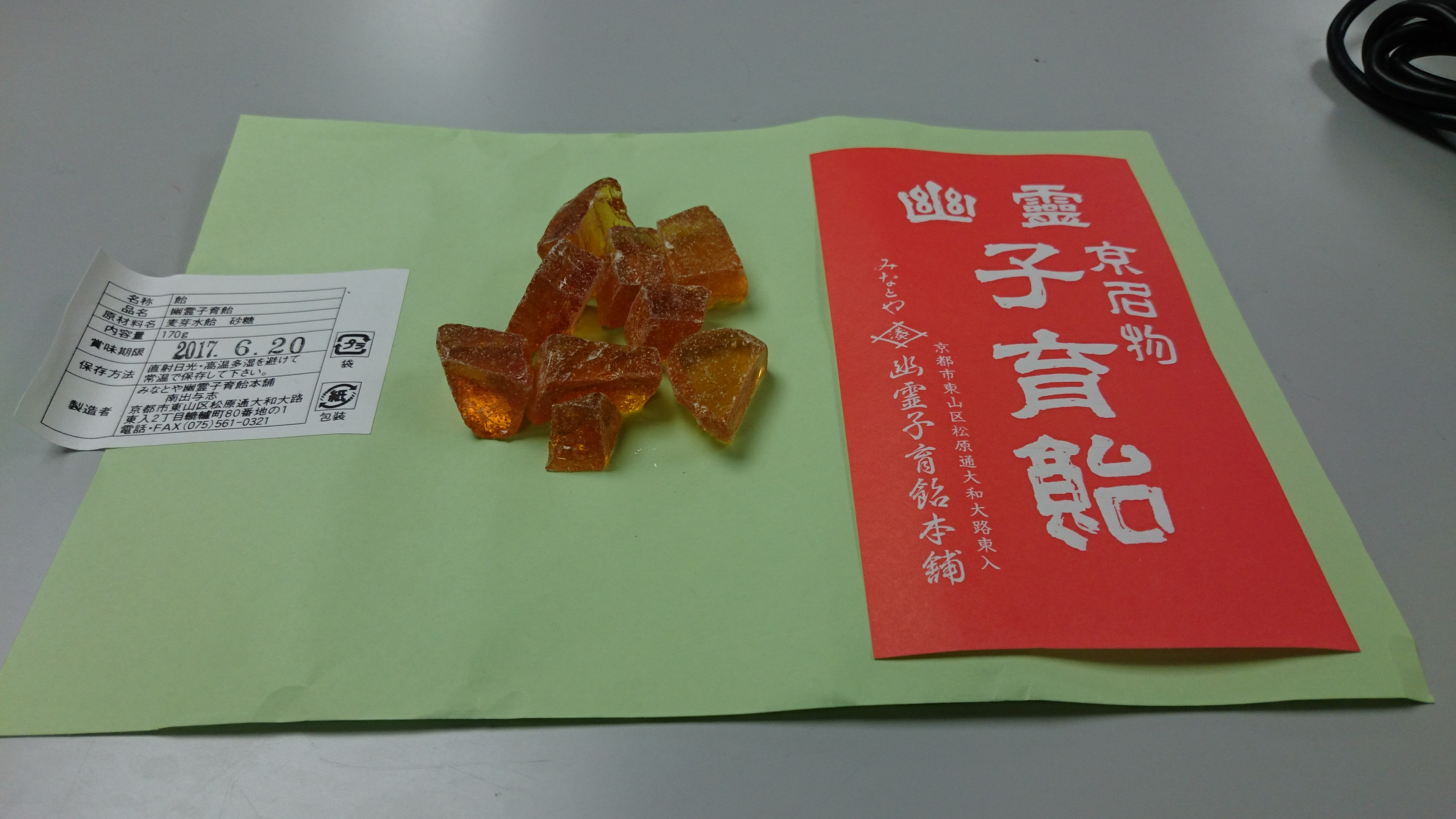
幽霊子育飴

幽霊子育飴（ゆうれいこそだてあめ）は、京都市で売られている飴である。

## 起源・由来
死んで埋葬された女が赤ん坊を産んで飴で赤ん坊を養っていたという話や、その子供が長じて高僧になったという話は日本各地に伝わるが、京都では「幽霊子育飴」が実際に売られている。
京都市の東山区松原通の六道の辻近くに飴屋「みなとや 幽霊子育飴本舗」がある。六道の辻は京の葬送の地のひとつである鳥辺野の入口にあたる場所である。
「みなとや」で売られている「幽霊子育飴」に添えられた由来によれば、1599年（慶長4年）に女性が亡くなり埋葬され、数日後にその土の中から子どもの泣き声が聞こえてきたので掘り返すと、亡くなった女性が産んだ子どもであった。ちょうどそのころ、毎夜飴を買いに来る女性があったが、子どもが墓から助けられたあとは買いに来なくなったので、この飴は「幽霊子育ての飴」と呼ばれるようになった。その時助けられた子どもは8歳で出家し高僧となった、とのことである。
京都市の上京区七本松通にある立本寺でも「幽霊子育飴」が販売されている。立本寺の説明によれば、女性は毎夜1文銭を持って飴屋「みなとや」に飴を買いに来たが、7夜目の1文銭は「しきみの葉」と化し、不審に思った飴屋が女性の後を追っていって、女性が姿を消した寺の墓地で赤ん坊の泣き声を聞きつけ、助けられた子どもはのちに出家して立本寺第二十世・霊鷲院日審上人となったと伝えられている。
大黒寺（京都市伏見区）にも幽霊子育飴伝説がある。大黒寺の幽霊は1879年（明治12年）に第三子を妊娠中に亡くなった八代美津女（田尻稲次郎の兄嫁）のことと言われ、寺内に墓がある。

### 落語「幽霊飴」
桂米朝によると、上方落語の2代目桂文之助による落語に『幽霊飴』という話があるという。夜、女が六道あたりの飴屋に飴を買いに来るというあらすじはほぼおなじだが、落語では女が姿を消した墓の場所が高台寺（コヲダイジ＝子を大事）という落ちになっている。

## 特徴
伝説では水飴だったが、今は固形で琥珀色のものを取り扱っている。原材料は麦芽・水飴・砂糖。

## 販売元

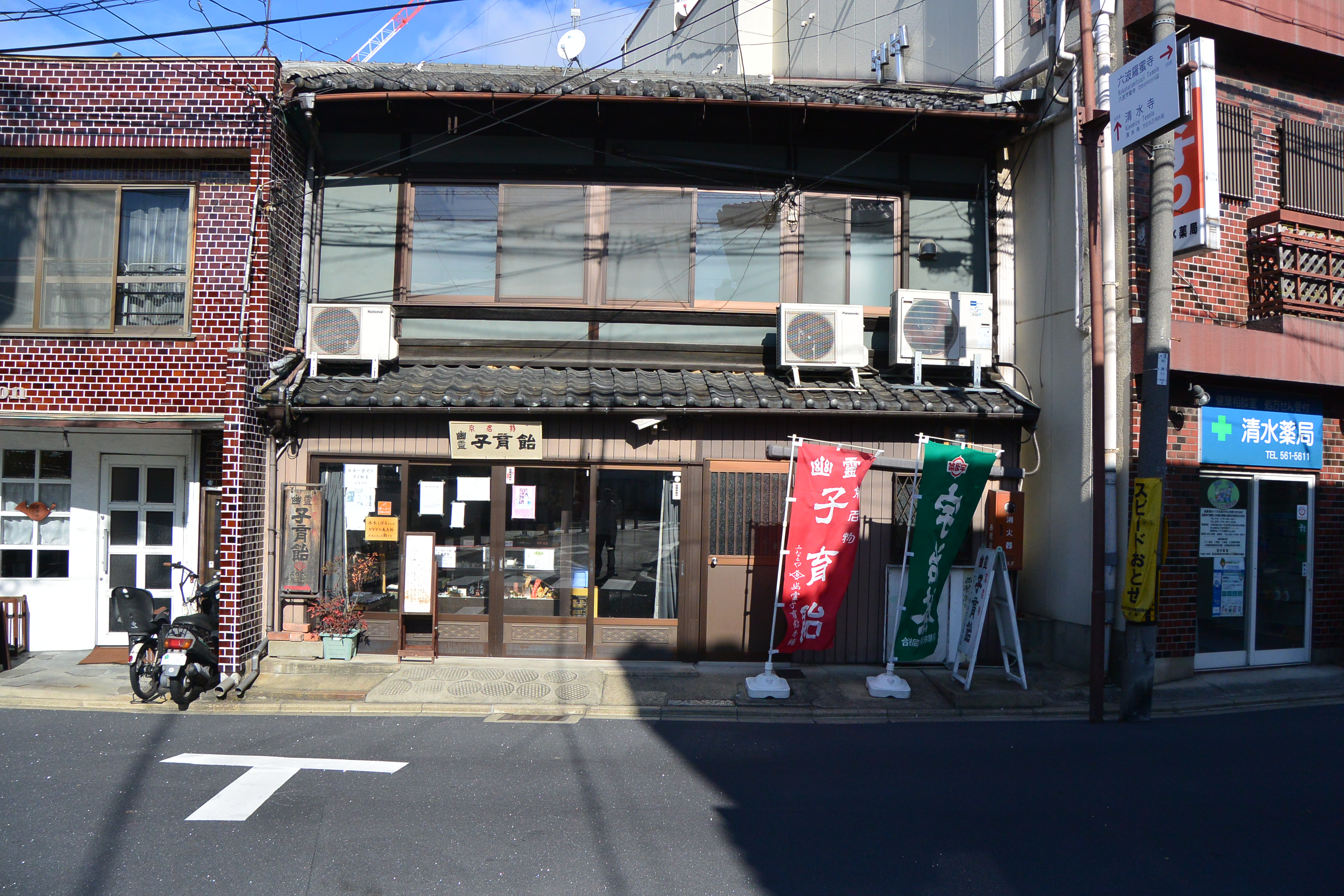
みなとや幽霊子育本舗

- みなとや幽霊子育飴本舗（京都市東山区松原通大和大路東入2丁目轆轤町80番地の1）
- 立本寺（京都市上京区七本松通仁和寺街道上る1番町107）